# Jeremiah Clarke
Jeremiah Clarke (c. 1674 - 1 de desembre de 1707) va ser un músic i compositor del Barroc anglès.
Es creu que va néixer a Londres el 1674. Va ser alumne de John Blow a la catedral de Saint Paul i més tard es convertiria en organista de la Chapel Royal. Una passió violenta i desesperada per una senyora molt bonica d'una classe social superior el va impulsar a suïcidar-se; va pensar a penjar-se i a ofegar-se, però finalment es va pegar un tret. Va ser succeït en el càrrec per William Croft.
Clarke actualment és recordat per una marxa molt popular atribuïda a ell, Prince of Denmark's March (c. 1700), que es coneix com la Trumpet Voluntary perquè s'interpreta amb trompeta, i que durant molt temps s'havia atribuït a Henry Purcell. La divulgada Trumpet Tune in D, també mal atribuïda a Purcell, està agafada de l'òpera The Island Princess, una producció musical conjunta de Clarke i Daniel Purcell, el germà més jove del Henry Purcell; aquesta pot ser, probablement, la raó de la confusió.
També va compondre peces per a clavicordi i orgue, misses i altres tipus de música sacra, incloent-hi 20 himnes i unes quantes odes.